# 伏夫人
伏夫人（227年前—283年前），三国曹魏大臣司马懿的姬妾，晋元帝的曾祖母，汝南文成王司马亮、琅邪武王司马伷、清惠亭侯司马京、扶风武王司马骏的生母。

## 事蹟
太和元年（227年），生司马伷。太和六年（232年），生司马骏。晉武帝稱帝，因伏氏长子司马亮封扶风王，伏氏获封扶風國太妃。
咸宁元年（275年），司马亮將其扶風國池阳的食邑四千一百户作为母亲太妃伏氏的汤沐邑，设置家令丞仆，后食邑南郡枝江。伏太妃有小病，在洛水祭祀祓除。司马亮、司马伷、司马骏兄弟三人陪侍，都持节鼓吹，在洛水之滨震耀显赫，其中司馬駿還細心照顧。晋武帝司马炎登上陵云台看到后：“伏妃可以说是富贵了啊！”
在太康四年（283年）前已去世，司馬伷臨終時求將其埋葬在母親陵墓旁。